# Hámori Eszter
Hámori Eszter (Budapest, 1969. augusztus 26. –) magyar színésznő, szinkronszínésznő.

## Élete és pályafutása
18 éves kora óta szinkronizál. Játszott a Vígszínházban, a Vidám Színpadon, a Pesti Magyar Színházban, a Művész Színházban, valamint a Józsefvárosi Kamaraszínházban.

## Magánélete
Bajor Imre élettársa volt, kapcsolatukból két gyermekük született, köztük Bajor Lili színésznő. Szakításuk után párjától két fiúgyermeke született.

## Filmjei
- Patika (1995)
- Rúzs – Draga (1994)
- Kisváros a Váratlan vendég, Jó kis balhé!, Mindenki nyomoz és az Olasz diszkó című epizódokban (1993–1994) – Piroska/Rita
- Könyörtelen idők (1992) – Ilonka
- Família Kft. a Szentpénz és a Meglepetés című epizódokban (1991–1992) – Kriszta
- Szomszédok 1990–1991

## Szinkronszerepei

### Film
| Cím                                    | Szereplő               | Színész              |
| -------------------------------------- | ---------------------- | -------------------- |
| Hamupipőke 2. – Az álmok valóra válnak | Anasztázia             |                      |
| Hamupipőke 3. – Elvarázsolt múlt       | Anasztázia             |                      |
| A múmia A múmia visszatér              | Evelyn Carnahan (Evie) | Rachel Weisz         |
| Assisi Szent Ferenc                    | Chiara                 | Helena Bonham Carter |
| Enid                                   | Enid Blyton            | Helena Bonham Carter |
| Más világ                              | Grace                  | Nicole Kidman        |
| Rajzás - A pusztítás napja             | Maddy Rierdon          | Lucy Lawless         |
| Scooby-Doo! Az első rejtély            | Diána Blake            | Kate Melton          |
| Scooby-Doo! Rémpróbás játékok          | Diána Blake            |                      |
| Scooby-Doo a rivaldafényben            | Diána Blake            |                      |
| Scooby-Doo! Rejtély a bajnokságon      | Diána Blake            | Grey DeLisle         |
| Harry Potter és a Félvér Herceg        | Narcissa Malfoy        | Helen Mccrory        |
| Harry Potter és a Halál ereklyéi 1.    | Narcissa Malfoy        | Helen Mccrory        |
| Harry Potter és a Halál ereklyéi 2.    | Narcissa Malfoy        | Helen Mccrory        |
| Hamupipőke                             | Tündérkeresztanya      | Helena Bohnam Carter |
| Once Upon a Time                       | Cora Mills             | Barbara Hershey      |

### Televízió
| Cím                                                          | Szereplő                    | Színész              |
| ------------------------------------------------------------ | --------------------------- | -------------------- |
| Dallas                                                       | Jamie Ewing                 | Jenilee Harrison     |
| Sabrina hátborzongató kalandjai                              | Zelda Spellman              | Miranda Otto         |
| Bori                                                         |                             |                      |
| A Grace klinika                                              | Meredith Grey               | Ellen Pompeo         |
| A házasság buktatói                                          | Reyhan                      | Yeliz Akkaya         |
| A mostoha                                                    | Florencia Linares de Tejada | Martha Julia         |
| Egér-úti kalandok                                            |                             |                      |
| Esperanza                                                    | Leticia                     | Marisol Santacruz    |
| Gazdagok és szépek                                           | Brooke Logan                | Katherine Kelly Lang |
| Héléne szemei                                                | Patricia                    | Josy Bernard         |
| Hozományvadászok                                             | Conchita Closson            | Mira Sorvino         |
| Lois és Clark: Superman legújabb kalandjai (2. szereposztás) | Lois Lane                   | Teri Hatcher         |
| A Madagaszkár pingvinjei                                     | Doris (delfin)              |                      |
| Megperzselt szívek                                           | Patricia                    | Josy Bernard         |
| Mizújs, Scooby-Doo?                                          | Diána Blake                 |                      |
| Pufóka kalandjai                                             | Aura                        |                      |
| Scooby-Doo                                                   | Diána Blake                 |                      |
| Scooby-Doo, merre vagy?                                      | Diána Blake                 |                      |
| Scooby-Doo: Rejtélyek nyomában                               | Diána Blake                 |                      |
| A Scooby-Doo-show                                            | Diána Blake                 |                      |
| Scooby-Doo újabb kalandjai                                   | Diána Blake                 |                      |
| Totál Dráma Sziget                                           | Sadie                       |                      |
| Sweet Valley High (televíziós sorozat)                       | Jessica Wakefield           | Brittany Daniel      |
| Shameless- Szégyentelenek                                    | Sammi Slott                 | Emily Bergl          |
| Álmodj velem!                                                | Carmen González de Alcalá   | Mara Cuevas          |
| Az elveszett ereklyék fosztogatói                            | Karen Petrusky              | Tanja Reichert       |
| Babi kávézója                                                | Rebarbara                   |                      |
| Bűbájos boszorkák                                            | Paige Matthews              | Rose McGowan         |
| Sorsfordító szerelem                                         | Şükran Yörükhan             | Goncagül Sunar       |